# نفق مينورا
نفق مينورا أو نفق ميرو مينورا هو نفق طريق سريع في بيراك، ماليزيا. يبلغ طول النفق حوالي 800 متر على الطريق السريع الشمالي الجنوبي بالقرب من جيلابانج. يقع أسفل سلسلة جبال كيليدانج. تم افتتاح نفق مينورا رسميًا في 24 سبتمبر 1987. هناك نفقين متجاورين في كل اتجاه، يعد النفق موقعًا متكررًا للحوادث.